# FAB-500
FAB-500 je sovětská 500 kilogramová letecká puma pro všeobecné použití s vysoce výbušnou hlavicí, používaná převážně sovětským a ruským letectvem. Původní model M-54 uvedený v roce 1954 byl určen pro vnitřní přepravu v pumovnicích těžkých bombardérů. Model M-62 uvedený v roce 1962 byl díky nízkému odporu vzduchu určen pro vnější přepravu stíhacími bombardéry. Tato bomba má jeden nárazový zapalovač a je kompatibilní s většinou letadel ruského letectva.

## Použití
Letecká puma FAB-500 byla široce používaná sovětským letectvem během války v Afghánistánu, ruským letectvem během první i druhé čečenské války, ruským a syrským letectvem během občanské války v Sýrii a ruským letectvem během ruské invaze na Ukrajinu.

## Modernizace
V průběhu války na Ukrajině začalo ruské letectvo nasazovat upravené bomby FAB-500 M-62. Pro tyto bomby byla vyvinuta konverzní sada, díky které se z neřízené bomby stala bomba naváděná tzv. „klouzavá bomba“. Konverzní sada je vybavena výsuvnými křídly a k navedení na cíl se používá ruský navigační systém GLONASS.
Takové řešení umožňuje ruským bombardérům zasahovat cíle na Ukrajině bez rizika vystavení se ukrajinské protivzdušné obraně až do vzdálenosti 70 km od místa shozu.
Ruské letectvo použilo klouzavé bomby ve velkém počtu během bitvy o Avdijivku. V období nejintenzivnějších bojů o město ruské letectvo shodilo až 250 klouzavých bomb během 72 hodin.

## Hlavní varianty
- FAB-500 M-54 (ФАБ-500 М-54) - původní model z roku 1954. Vyznačuje tenkým pláštěm, vysokým odporem vzduchu a je určený pro vnitřní přepravu těžkými bombardéry.[9][10]
- FAB-500 M-62 (ФАБ-500 М-62) - model z roku 1962. Vyznačuje tenkým pláštěm, aerodynamickým tvarem a je určený pro vnější přepravu stíhacími bombardéry.[11][12]
- FAB-500 M-62T (ФАБ-500 М-62T) - tepelně odolný model bomby M-62, který je schopný odolávat aerodynamickému ohřevu vznikajícímu při letu vysokou rychlostí. Vyvinuto pro letoun MiG-25.[12]
- FAB-500ShN (ФАБ-500ШН) - tento model se vyznačuje tenkým pláštěm a je vybavený zpožďovacím padákem pro shoz z malé výšky.[13]
- FAB-500TS (ФАБ-500ТС) - tento model se vyznačuje silným pláštěm.[14]
- OFAB-500U (ОФАБ-500У) - tento model vysoce výbušné a fragmentační bomby se vyznačuje silným pláštěm.[15]
- OFAB-500ShR (ОФАБ-500ШP) - model vysoce výbušné a fragmentační kazetové bomby vybavené padákem pro shoz z malé výšky.[16]